# Déraciné (ゲーム)
『Déraciné』（デラシネ）は、 ソニー・インタラクティブエンタテインメント（SIE）より2018年11月8日に発売されたPlayStation VR専用アドベンチャーゲーム。2015年に発売されたPlayStation 4用アクションRPGソフト『Bloodborne』と同じく、SIEジャパンスタジオとフロム・ソフトウェアにより共同開発された。“古典的アドベンチャーゲームを、最新のVR技術で描く”ことをコンセプトとしている。タイトルは「根無し草」の意味を持ち、ゲームに登場する妖精やストーリーのイメージに近いことから決定した。本作はゲーム雑誌『週刊ファミ通』新作ゲームクロスレビューにてプラチナ殿堂入りした。

## システム
本作ではプレイヤーは「妖精」（英語: faerie）と呼ばれる存在となる。プレイヤーは登場人物たちと同じ舞台の異なる時間である、人間にとって「止まった時の世界」で過ごす。そのため、物を動かすなど間接的な方法で寄宿学校の住人たちの生活に関与していく。作中にはゲームプレイの手掛かりとして、「幻影」と「言霊」が存在する。幻影はキャラクターの過去の行動を影のような姿で象ったものとなっている。言霊はオンラインマニュアルによると淡い光に手を近づけると聞こえる声で、キャラクターの台詞を聞くことができる。これらのヒントに基づいて、プレイヤーは目的達成のために必要となるものを探し出す。プレイヤーは作中で殺されることを危惧したり、制限時間に合わせて行動したりする必要はなく、自分のペースで探索することができる。
本作はPlayStation Moveを2つ用い、それぞれ左右の手として扱う。右手で移動とカメラ操作を行い、左手はインベントリ操作、現在のシーンの目的の確認と屈伸の切り替えを行う。プレイヤーは右手に赤い指輪、左手に青い指輪が嵌められている。赤い指輪は触れたものの生命を移し替える能力を持ち、青い指輪は時間軸を移動する能力を持つ。手に取ったアイテムは回転させていろんな角度から確認ができる他、インベントリに収納することができる。操作そのものはポイント・アンド・クリックのアドベンチャーゲームをVRで体感できるとライターの戸部マミヤは述べている。
マップ上の移動は歩いていくのではなく、マス目状に配置されたポイントへのワープを繰り返すもので、3D酔いしにくいメリットがある。ディレクターの宮崎英高によると自身が3D酔いしやすいことと、古来のアドベンチャーゲームやゲームブックになぞらえたものを制作したいという意図で設定された。ただし妖精が苦手とするネコのいる場所には近づけない。

## 物語

### 章立て
本作の章は日々のタイムスタンプに介入する形で分かれて、そこからタイムトラベルを利用して別の章に遷移する形を取っている。セーブデータによると、以下の章立てとなっている。
|  | 章      |   | 節  |   | 設題               |
|  | 第1章   | - | 1節 | - | 新しい妖精         |
|  | 第2章   | - | 1節 | - | 友だち             |
|  | 第3章   | - | 1節 | - | ハーブのシチュー   |
|  | 第4章   | - | 1節 | - | 妖精さんの椅子     |
|  |         | - | 2節 | - | 嵐の夜に           |
|  |         | - | 3節 | - | 妖精さんの椅子 II  |
|  | 第5章   | - | 1節 | - | 音楽堂を開けるんだ |
|  |         | - | 2節 | - | 妖精さんと演奏会   |
|  | 第6章   | - | 1節 | - | みんなの決意       |
|  |         | - | 2節 | - | ロッブの森         |
|  |         | - | 3節 | - | 再会               |
|  | 第7章   | - | 1節 | - | みんな消えて       |
|  |         | - | 2節 | - | 妖精さんの椅子 III |
|  |         | - | 3節 | - | 悲劇の理由         |
|  |         | - | 4節 | - | 嵐の夜に II        |
|  |         | - | 5節 | - | 妖精さんの椅子 IV  |
|  | 第8章   | - | 1節 | - | ユーリヤ           |
|  |         | - | 2節 | - | 新しい妖精 II      |
|  | 全章 完 |   |     |   |                    |

### あらすじ
プレイヤーは止まった時間の中でのみ活動できる妖精として、1人の少女に呼び出される。ユーリヤと名乗る少女は、姿が見えない妖精に対して、自分たちの友達になってくれるよう求める。最初は女性の声に導かれながら、プレイヤーは人里離れた寄宿学校で過ごす、年老いた校長先生と6人の子どもたちの“お願い”を叶えるべく行動する。子供たちとの交流を深めていたある時、彼らは行ってはいけないと言われていた寄宿学校の外に足を踏み入れる。そこで“妖精”が命を奪う存在であることをプレイヤーは知ることになる。悲劇を回避するために、プレイヤーは妖精として命を操る力と時を巻き戻す力を行使する。試行錯誤の末にプレイヤーはゲームにおけるチュートリアルの時間まで巻き戻り、自身がユーリヤからもらった生命の指輪を返す、つまり自身が消滅することを選択する。音楽会の終了後、ユーリヤはプレイヤーの存在に気付き、自分の生命を返してくれたことに礼を述べるのだった。

## 登場キャラクター
キャストについて、モーションキャプチャーは「-Motion Capture Actors-」、フェイシャルキャプチャーは「-Facial Capture Actors-」、日本語版声優は「-Cast(JAPANESE)-」、英語版声優は「-Cast(ENGLISH)-」、いずれも『Déraciné』エンディングクレジットを出典とする。クレジットの順序はエンディングクレジットに、キャラクターの順序は情報量の多いボイスキャストに、それ以外はPanoraの記事に準ずる。
ユーリヤ (Yuliya)
モーション：Jolie Redford、表情：匿名、声：のぐちゆり（日本語）、Zoe Thorne（英語）
薄い色の髪に華奢な体格を持つ、妖精（プレイヤー）の最初の友達となる少女。ハーブに詳しく、いたずらでシチューにハーブを仕込む。
ルーリンツ (Lorinc)
モーション：Cooper Herman、表情：Adam Sheehan、声：林大地（日本語）、Joe Gaminara（英語）
大柄で穏やかな少年。子供たちの兄のような役回りを務める。
ハーマン (Herman)
モーション：Charlie Catrina、表情：Kian Sadeghi、声：河西健吾（日本語）、Gerran Howell（英語）
帽子をかぶった少年。帽子の下に色々なものをしまい込む。
マリー (Marie)
モーション：Jolie Redford、表情：匿名、声：小堀幸（日本語）、Naomi McDonald（英語）
ウェーブの掛かった金髪を持つ少女。掃除などの雑事を積極的に行う。
ニルス (Nils)
モーション：Charlie Catrina、表情：Martin Nordin、声：村瀬歩（日本語）、Teresa Gallagher（英語）
読書家の少年。妖精の存在そのものやあり方に懐疑的だが、後に妖精（プレイヤー）に心を開く。
ロージャ (Rozsa)
モーション：Isabella Fowler、表情：Filippa Hansson、声：たかしたみか（日本語）、Emma Pierson（英語）
赤髪を白いリボンで結わえた少女。足に怪我を負っている。
校長先生 (Headmaster)
表情：Fredrik Persson、声：水野龍司（日本語）、Peter Marinker（英語）
妖精に詳しい学者らしき人物。時折過去を悔いる言動が見られる。
老人 (Old Man)
声：水野龍司（日本語）、Peter Marinker（英語）
音声ガイド (Guiding Voice)
声：高月希海（日本語）、Joanna Bobin（英語）
ダニー (Danny)
学校で飼われている犬。中庭の狭いスペースがお気に入り。
ティア (Tia)
学校で飼われている黒猫。
マルガレータ (Margareta)
校長が名前を呼ぶ女性。学校では彼女からの挑戦状としてサブイベントのコイン集めを行うことができる。
アレクシス (Alexis)
学校の裏口を出たところの墓石に刻まれた名前。

## 音楽

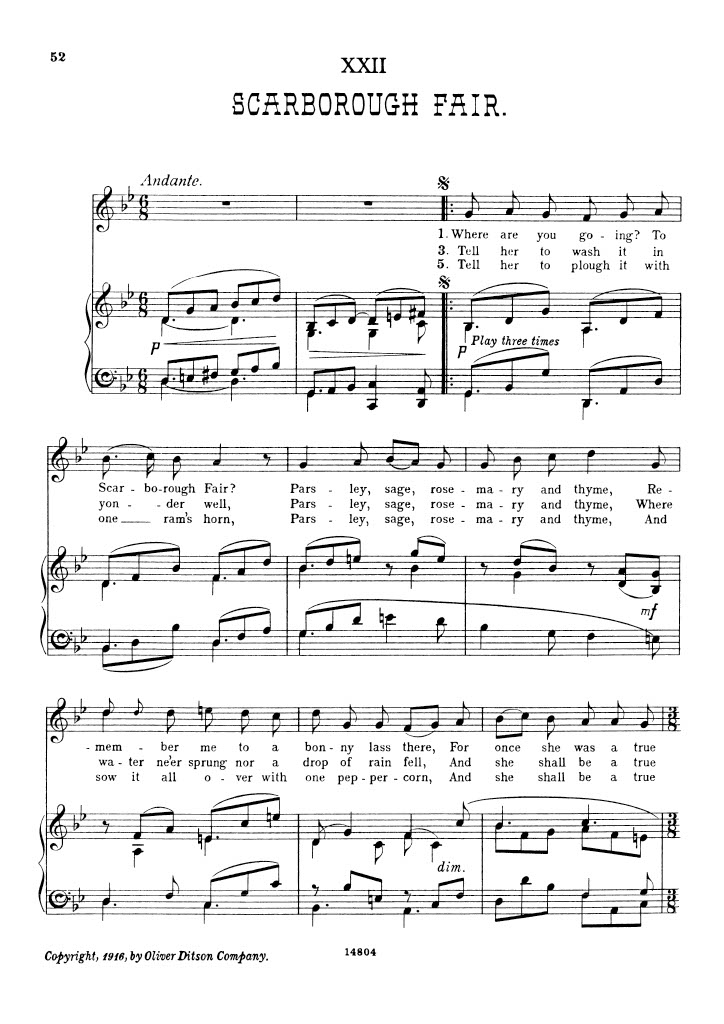
セシル・シャープ編曲のスカボロー・フェア（1916年）。

本作の楽曲は3人の作曲家によって作曲された。齋藤司、北村友香の2人は『Bloodborne』の楽曲制作に参加していたが、本作では新人の宮澤翔衣が制作に加わっている。宮澤について『アーマード・コアシリーズ』の楽曲などを手掛ける星野康太は、フロム・ソフトウェア内の音楽ユニット「FreQuency」の活動内容のブログにて、宮澤がギターとマニュピレートを担当していると紹介している。演奏にはヴァイオリン、クラリネット、ヴィオラ、チェロ、コントラバス、ピアノ、オルガン、ファゴットが用いられている。本作の楽曲のうち、トラック12は英語版でユーリヤを演じるZoe Thorneが、トラック14は日本語版でユーリヤを演じるのぐちゆりが歌唱している。本作では登場人物たちがイギリスのバラッド「スカボロー・フェア」を奏でるシーンがあり、作中で曲名が確認できる。
| #         | タイトル             | 作詞      | 作曲           | 時間  |
| --------- | -------------------- | --------- | -------------- | ----- |
| 1.        | 「はじまり」         |           | Tsukasa Saitoh | 01:07 |
| 2.        | 「学校 1」           |           | Tsukasa Saitoh | 03:37 |
| 3.        | 「学校 2」           |           | Shoi Miyazawa  | 03:29 |
| 4.        | 「学校 3」           |           | Yuka Kitamura  | 02:53 |
| 5.        | 「校長室」           |           | Yuka Kitamura  | 02:03 |
| 6.        | 「嵐の夜」           |           | Yuka Kitamura  | 02:26 |
| 7.        | 「妖精さんと演奏会」 |           | Yuka Kitamura  | 01:40 |
| 8.        | 「寂しい学校」       |           | Shoi Miyazawa  | 03:14 |
| 9.        | 「ロッブの森」       |           | Tsukasa Saitoh | 05:40 |
| 10.       | 「妖精の声」         |           | Tsukasa Saitoh | 01:12 |
| 11.       | 「奪われた時」       |           | Shoi Miyazawa  | 04:10 |
| 12.       | 「みんなの演奏会」   |           | Yuka Kitamura  | 01:40 |
| 13.       | 「Déraciné」         |           | Yuka Kitamura  | 06:44 |
| 14.       | 「みんなの演奏会」   |           | Yuka Kitamura  | 01:40 |
| 合計時間: | 合計時間:            | 合計時間: | 41:35          |       |

## 開発

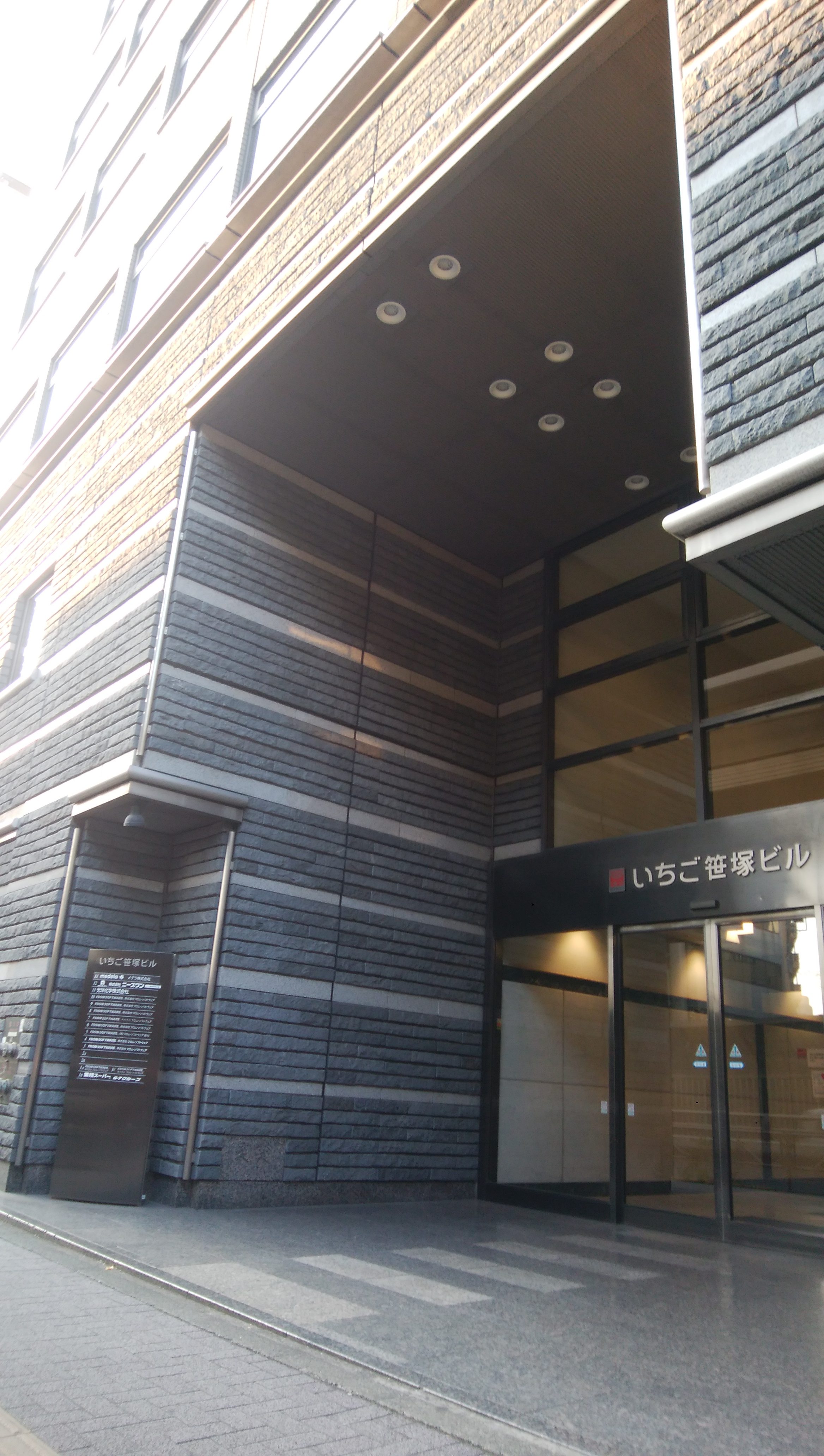
フロム・ソフトウェアの入っているいちご笹塚ビル（2021年11月）。

はじめて話が持ち上がったのは、『Bloodborne』のダウンロードコンテンツリリースの打ち上げで、『Déraciné』は想定していたより制作時間が掛かったといわれている。本作はVRの実在感と実際には実在していないという感覚に衝撃を受けた宮崎が、その感覚をゲームに落とし込めないかと考えたことが着想に至った経緯であるとElectronic Entertainment Expo 2018で発表された際のインタビューで述べている。その後PS Awardの表彰式の後にプロデューサーとなる山際眞晃との会話で、SIEのVRタイトルを増やしたいという意向と合致したこともあって、プロジェクトが開始された。2018年の東京ゲームショウでは試遊できる状態で出展された。宮崎はフロム・ソフトウェアとしてVR技術に触れておきたかったことや、過去に制作したアドベンチャーゲーム『エコーナイト』のような当時フロム・ソフトウェアができていない、種類や規模において多彩なゲームを作りたかったこと、挑戦的な作品を作る部分を残したいことなどの考えを述べている。また古典的なアドベンチャーゲームをVRで制作することで、付加価値が発生するとの見込みも示している。本作は技術系ニュースサイト『ザ・ヴァージ』にて同じく挑戦的と評された『SEKIRO: SHADOWS DIE TWICE』（以下『SEKIRO』）と同時期に開発された。宮崎は同時進行で制作を進めることでインスピレーションが湧きやすいとしている。またどの程度お互いに影響があったかの明言は難しいものの、『SEKIRO』の存在は本作をより静謐な作品にし、本作は『SEKIRO』をより暴力性の高い作品にした可能性があると述べている。
本作のコンセプトについて山際は“実在感”と“非実在感”とファミ通のインタビューで述べている。その中で語りを強める必要があるとして、アドベンチャーゲームというジャンルが選ばれた。作品の傾向として、山際はファミ通のインタビューにて『Demon's Souls』や『Bloodborne』のフレーバーテキストを好むプレイヤーであれば楽しめるという考えを示している。またアドベンチャーゲームとして新しいものではないものの、VRの要素が加わることによってプレイヤーの取る行動そのものの価値が変わるという考えを述べている。

### 世界観
SonyのPlayStation Blogによると、萩尾望都や竹宮恵子の作品に見られるギムナジウムのような描写がされている。いくつかのメディアでは建物がヴィクトリア朝のものと扱われている。ライターのJonathon Dornbushは本作が隅々まで学校の中を描写していることや、部屋の開閉の状況が変わることを通じて学校の特定の場所に慣れ親しめるようになり、ゲームの終わる頃には学校に懐かしさを感じたと述べている。舞台は西洋の寄宿学校だが、フロム・ソフトウェアの制作した他の西洋を舞台とした製品の多くと異なり、キャラクターに日本語音声が付いている。これについてライターのクラベ・エスラはアドベンチャーゲームとアクションゲームの違いから、音声でキャラクターの台詞を聞き取れるようにしたと分析している。作中で登場する妖精はティンカー・ベルやピクシーのような妖精ではなく、むしろその用語がミスリードであるとIGN Japanのライターたちは分析している。また退廃的な世界観は『Bloodborne』で見られたヤーナムの街と狩人の夢と類似しているとライターの葛西祝は言及している。イギリスの新聞である『ガーディアン』の記者Keza MacDonaldは作家フィオナ・マクラウドの書いたケルトの妖精物語の影響に触れている。Gamer Networkの編集サイトの1つであるUS Gamerにて編集者のMatt KimはC・S・ルイスの寓話的なファンタジーよりもチャールズ・ディケンズの自然主義的なファンタジーに近いと評している。

### シナリオ
電撃オンラインは今までフロム・ソフトウェアの制作した『DARK SOULS』や『Bloodborne』と比べて、ストーリーラインが明確だと評している。本作のストーリーは明確な目標はあるものの、その詳細は前述の情報や、作中に登場するフレーバーテキストから断片的に組み上げられている。このテキストは宮崎によって書かれた。山際はPlayStation.Blogにて本作で最も大切なものとしてプレイヤーと子供たちの関係性を挙げ、これは「物語り」によって断片的な情報が組み合わさることで内容がプレイヤーに伝わるようにしたと語っている。このストーリーテリングの手法について、宮崎は自身の幼少期の経験を振り返っている。それによると難しい本を読んだ際に、自分の中で話を組み上げることで読み直した際に内容の理解に繋がったと、PlayStation Blogのインタビューで触れている。この手法はかつてフロム・ソフトウェアがリリースしたゲームでも見られるものとなっている。VRアドベンチャーゲーム『東京クロノス』プロデューサーの岸上健人は、VRゲームは他の媒体と比較して雰囲気を伝えることに適しているが、それにはストーリーラインが重要であるとしている。その中で本作は、ストーリーラインの生成に成功したと評している。Kimは、過去の作品と比較することに躊躇いがあったとしつつ、本作のストーリーテリングの手法から、ソウルシリーズのサブクエストのように感じられたと述べている。

### キャラクターデザイン
元々文学的な少女漫画のファンだった宮崎の意向が示されており、モチーフが妖精と少年少女と定められたこともあって、かわいらしさを目指したとインタビューに掲載されている。ずっとキャラクターと一緒にいたいと思えるようなデザインを目指し、「二次元」的な特徴を持つ存在にならないように意識したり、モーションを海外の子役に依頼したりするなどのこだわりを語っている。ここについては開発チームのメンバーがそれぞれキャラクターに愛着を示していたと山際はいい、シナリオのためにキャラクターの性格を変更すると反対されるほどだったと宮崎は述べている。ただし、あくまでシナリオがメインであるとして、2018年6月時点ではE3の反応次第でキャラクターの紹介を追加するかどうか考えると述べている。キャラクターの評価についてライターの福山幸司は、フランスの映画『禁じられた遊び』のような非現実的でさえある子供たちの純粋さや素朴さ、懸命な姿に見られる描写を作品の方向性を決めるものとして「圧倒される」と述べている。

### コントローラー
本作のプレイには2つのPS Moveモーションコントローラー（以下PS Move）が必要となっている。これは制作中に試運転で、1つだと探索が単調になりプレイヤーが世界観への没入感が薄れると判断されたためとなっている。SIEの吉田修平はインタビューにて、VRの値段が発売当初より廉価になったことやPS Moveが2つセットで販売されるエキサイティングパックの販売もあって、VRとの相性がいいことから今後両手を使ったVRのタイトルリリースは増えていくと予想している。ファミ通のクロスレビューでは4人中2人がPS Moveが2本必要なことが敷居が高いと指摘している。エスラはPS Moveはあくまで体験の拡張であって、必須ではないとする考えを述べている。加えて、福山がVRによってアドベンチャーゲームでできることを拡張したと述べた後に、エスラはPS Move2本が必要というハードルによってプレイを断念する層がいたことを指摘している。

### 技術
本作はUnreal Engine 4を使って開発された。またデータ圧縮のためにOodleデータ圧縮を採用した。PlayStation Blogでのインタビューにて、宮崎はストーリーテリングのためにキャラクターの自然な顔や表情を作る必要があったことに触れ、今までの作品にない挑戦的なものの例として述べている。

## 販売
本作はダウンロード版、パッケージ版、コレクターエディションの3種類で販売された。コレクターエディションは専用のパッケージとオリジナルサウンドトラックが封入されている。また早期購入特典としてPlayStationの背景に作中の教室が付属した。
メディアクリエイトが調査した週間の売り上げ成績によれば、2018年11月第2週付けのチャートで初登場で13位に入り、初週で3,086枚を売り上げた。2020年2月14日には手ごろな価格で提供されるバリューセレクションシリーズの1つとして発売された。
本作はいくつかのイベントで登場した他、コラボレーションも発表されている。2018年10月14日に開催された「FROMSOFTWARE GAMES EVENT Autumn 2018 in OSAKA」では抽選で試遊ができた他、来場者には会場で発表された本作を含む4タイトルのピンバッジが配布された。発売日にはヨドバシカメラマルチメディア Akibaにて発売イベントが開催され、黒板アーティストのすずきらなによる本作の黒板イラストが展示された。他にもプロモーションがヨドバシカメラ マルチメディア梅田、上新電機 ディスクピア日本橋店、ビックカメラ 有楽町店にて開催された。黒板イラストは2018年12月1日にSIE Japan studioにて開催されたイベント「JAPAN Studio “Fun”Meeting 2018」でも展示された。販売時は特典としてオリジナルデザインのノートが配布された。また2019年初春にフロム・ソフトウェアが開催した「ニューイヤーカードプレゼントキャンペーン2019」にて、2018年に発売または発表されたタイトルの1つとして対象となった。他にもアクセサリーメーカーのTORCH TORCHとのコラボレーションで、作中でユーリヤの身に付けている妖精のブローチが制作・販売された。2020年12月にはTORCH TORCHから赤い指輪と青い指輪が、コレクターズエディションに付随するパッケージをモチーフとしたレリーフのあるケースに収まる形で販売された。

## 評価と反響
発売前から意欲作と評されているものの、一方で過去にフロム・ソフトウェアが制作した作品の傾向から、登場人物のうち誰かが死んでしまうのではないかという不安がユーザーから発されていた。4gamer.netのレポートしたフロム・ソフトウェアの新作タイトル体験会である「FROMSOFTWARE GAMES EVENT Autumn 2018 in OSAKA」では、同社の製品で登場人物の多くが死ぬことからくる不安や、妖精という言葉を訝しむ司会やSIEのプロデューサーの様子が見られた。デモンストレーションを試遊した『Engadget』のライターMat Smithは自身がイギリス人であるというバックボーンに触れつつ、冒頭のナレーションが薄気味悪さを感じさせるものでもあったと述べている。またスペインのビデオゲーム雑誌である『Hobby Consolas』では、超自然的な存在、孤児院、屋敷などがホラーアドベンチャーの構成要素として完璧だと述べつつも、本作はそうではないとしている。
発売後のゲームの評価は賛否両論となっている。メタクリティックは28の海外の業界紙のレビューに基づいて、100点満点中69点と評価している。業界紙のレビューでは刺激的な物語、初心者向けの難易度、PS4 Proにおける映像の完成度が強調されている。IGN Japan編集部で毎年実施されているライターごとの年内ゲームトップ10の発表において、エスラは本作を4位に、福山は2位に挙げた。福山は本作についてVRで平易に遊べることに力を入れているとして、VRによるストーリーテリングが今後発展するという展望を述べている。また本作はIGN JapanによるPS4のオススメゲームTOP20の20位にランクインした。またアメリカの雑誌『ペースト』では2018年のベストVRの5位にランクインした。
批判のポイントとしてはプレイ時間が5-6時間程度と短いことや一本道のストーリー仕掛け、ゲームにおける世界が止まっていて生気がないように感じられることが多い点などが挙げられている。GameSparkはいくつかの日本国外のゲームレビューサイトの結果に基づいて、フロム・ソフトウェアらしい「物語り」に力を入れたところが評価されているが、その点に興味が薄いプレイヤーやゲームプレイに重きを置く層からは評価が低いと述べている。エスラは本作がクリエイターとして宮崎がプレイヤーに求められたところとは異なった作品だったことが、この評価につながったとする考えを述べている。福山は自身の読んだ海外レビューにて、『DARK SOULS』のような作品を期待されていたと述べている。ライターの千葉芳樹はプレイヤーが前述の作品のようなものを期待していたとする話を、分からなくはないとしつつも、そういう作品でないことは明確だったとしている。
後に宮崎はインタビューにて本作に挑戦したことで反省も多くあったものの、制作したことで得るものが多かったと述べている。『SEKIRO』との同時発表により、旧来のものはもちろん、新規開拓も進めていくというメッセージになったと述べている。一方で、人を選ぶゲームというのはコンセプト上やむを得ないところはあったものの、それを踏まえても解消できる課題はあったとも述べている。
フロム・ソフトウェアのプロデューサーである竹内正則はPlayStation VRの機能が自分たちが思っていたよりも制約が多く、技術と知識が課題となって自分たちの望むものが当時できなかったと述べている。それゆえ、2019年6月時点ではVRによる新作は考えていないとも述べている。
また本作ではイースターエッグとして、『Bloodborne』へのオマージュが見られる人形や書籍が登場した他、ローレンスやゲールマンといった『Bloodborne』を想起させる名前が見られる。『Bloodborne』の次回作が公開されるのではという期待がIGN Japanなどで報じられた。しかし、宮崎はあくまでこれを悪戯と説明しており、『Bloodborne』の次回作の決定権は知的財産権の問題から自分たちにはないと述べている。結果的に人々の『Bloodborne 2』への期待感を高めることになったことは意図するところではなかったとして、ソニーに迷惑が掛かってしまったと述べている。

### 受賞
| \| 日付 \| 賞 \| 部門 \| 候補 \| 結果 \| 出典 \| \| -------------- \| ------------------------------------ \| ------------------------------------------------------------------- \| -------- \| ---------- \| ----- \| \| 2019年11月18日 \| Golden Joystick Awards \| ベスト VR / ARゲーム （Best VR / AR Game） \| Déraciné \| ノミネート \| [118] \| \| 2019年11月18日 \| Golden Joystick Awards \| PlayStation ゲームオブ・ザ・イヤー （PlayStation Game of the Year） \| Déraciné \| ノミネート \| [118] \| \| 2019年3月20日 \| 第19回 Game Developers Choice Awards \| BEST VR/AR GAME \| Déraciné \| 佳作 \| [119] \| |                                      |                                                                     |          |            |         |
| 日付 | 賞                                   | 部門                                                                | 候補     | 結果       | 出典    |
| 2019年11月18日 | Golden Joystick Awards               | ベスト VR / ARゲーム （Best VR / AR Game）                          | Déraciné | ノミネート | [ 118 ] |
| 2019年11月18日 | Golden Joystick Awards               | PlayStation ゲームオブ・ザ・イヤー （PlayStation Game of the Year） | Déraciné | ノミネート | [ 118 ] |
| 2019年3月20日 | 第19回 Game Developers Choice Awards | BEST VR/AR GAME                                                     | Déraciné | 佳作       | [ 119 ] |